# أول ويلهلم لوند
أول ويلهلم لوند (بالنرويجية: Ole Wilhelm Lund)‏ (و. 1848 – 1915 م) هو مهندس نرويجي، توفي عن عمر يناهز 67 عاماً.